# Gérard Souzay
Gérard Souzay, officieel Gérard Marcel Tisserand (Angers, 8 december 1918 - Antibes, 17 augustus 2004), was een Frans zanger (lyrische bariton). Hij wordt gezien als een van de grootste vertolkers van het Franse lied sinds Charles Panzéra (1896-1976) en Pierre Bernac (1899-1979). Ook op het gebied van de Duits-romantische liedkunst gold hij als autoriteit.
Souzay kwam uit een muzikale familie, zijn moeder, twee broers en zijn vijftien jaar oudere zus, de sopraan Geneviève Touraine, zongen eveneens. 
Hij studeerde zang bij Pierre Bernac en bij Claire Croiza in Parijs. 
In 1945 debuteerde hij als concertzanger en twee jaar later werd hij verbonden aan de Opéra Comique en de Grand Opéra in Parijs. Hij vertolkte in het begin van zijn carrière vooral de rollen van Golaud in Pelléas et Mélisande van Claude Debussy, graaf Figaro in Mozarts Don Giovanni en Wolfram in Tannhäuser van Richard Wagner. Hij was in Frankrijk even beroemd als Dietrich Fischer-Dieskau in Duitsland. Naast Franse muziek, met een voorkeur voor de muziek van Debussy, zijn ook zijn interpretaties van werken van Duitse componisten bekend.
Souzay genoot internationale bekendheid door zijn gevoelvolle vertolkingen van het Duitse en Franse lied.
Samen met de Nederlandse sopraan Elly Ameling nam hij liederen van Gabriel Fauré op. 